# 探偵ブギ
『探偵ブギ』（たんていブギ）は、2006年1月10日から同年3月28日まで毎週火曜 23:30～24:00に東京MXテレビで放送されたテレビドラマである。全12話。フォーサイド・ドット・コムの一社提供。

## あらすじ
春青学園大学の1980年代オタクの阿木、松井、三浦の三人は暗い今時の青春にうんざりしていた。
栄光の1980年代を取り戻すため三人は探偵事務所を設立した。そんな事務所に応募したのは板野、堀内の二人だけ。そんな五人が事件を解決する青春物語。

## キャスト
- 阿木竜介（林剛史）
春青学園大学の二年生。学籍番号 0741502。1980年代と探偵をこよなく愛する正義感の強い変人。
九州出身で経済学のレポートで「現代における松田聖子待望論」を発表した。
- 松井駿（椿隆之）
田原俊彦を歌いだしたら止まらない。1970年代、80年代の探偵物や刑事物にうるさい。北海道旭川市出身。深夜のコンビニでアルバイトをしている。
- 三浦義彦（吉田友一）
春青学園大学理工学部の二年生。学籍番号 0793546。頭の切れがよくテクノ系に強い。
経済学のレポートで「魔界村における裏技行使の心理」を発表した。
- 板野展子（上野未来）
春青学園大学経済学部経済学科の二年生。学籍番号 0781532。誕生日は昭和63年11月13日。
1980年代ファッションにうるさく、経済学のレポートで「80年代ファッションの変遷」を発表した。
- 堀内京子（松井絵里奈）
春青学園大学のマドンナ。学籍番号 0761149。性格は内気で、ストーカーに勝手にファンサイトを作られたことがある。経済学のレポートで「私の中のもう一人の私」を発表した。
- 前田カオル（螢雪次朗）

純喫茶「蛍の光」のマスター。

### タイトルとゲスト
- 第1話 スイート・アン? メモリーズ 堀内京子のファンサイトを作った理工学部一年の安西の彼女 （石井めぐる）
- 第2話 さよならアイドル アイドルの市村チエ （後藤ゆきこ）
- 第3話 ガールズドントクライ 教育啓発サークル「ジェンダーフリー」代表 内田敦（波岡一喜）
- 第4話 消えたラブストーリー
- 第5話 美少女探偵 天使のキッス 松井駿の従妹 山中小学校に通う小学生 園田かおり（宮内彩花）
- 第6話 ビフォーアフター 大学生 吉田敦子（愛川ゆず季）
- 第7話 真昼の決闘 大学三年生 サバイバルゲーム愛好会所属 大泉ハルカ（相澤仁美）
- 第8話 キープオンムービング 安めぐみ （安めぐみ）
- 第9話 ラストコンフェッション 板野展子を逆恨みする 謎の女（工藤里紗）
- 第10話 オリーブ少女の恋 経済学部二年生 早川未来（小阪由佳）
- 第11話 運命のダイヤル パラレルワールドから来た学生 松島さゆり（熊田曜子）
- 第12話 この素晴らしき世界 パラレルワールドから来た学生 松島さゆり（熊田曜子）

## 春青学園大学について
東京都光崎市南中村町1-17-1
学長：大下隆史
文学部と経済学部と理工学部と第二部がある。ちなみに撮影場所は東京工芸大学。

## 青春金言集
話の最後に阿木竜介が言う青春に関する一言。
- 第1話 「青春とは、常に予想外の展開が起こるものだ」
- 第2話 「青春街道、無理に通れば罪作り、知っていながら通します!」
- 第3話 「青春とは、アコガレだ!」
- 第4話 「青春とは、他人の恋路をうらやむことなり!」
- 第5話 「悪い女と悪友ほど、離れられない運命にある…」
- 第6話 「青春とは、自分に負けないことである」
- 第7話 「青春とは、サバイバルだ!」
- 第8話 「青春とは、最後までやり遂げる事だ!」
- 第9話 「青春とは、命カラガラである!」
- 第10話 「青春とは、いつでもどこでも、そこにあるもの。今、青春。そう思ったときが、青春!」
- 第11話 （次回に続く！）
- 第12話 「青春とは、素晴らしい!」

## 未OAのストーリー
実は第十話だったはずの「マドンナ失踪」の回は放送されていない。ゲストは木谷将紀。

## スタッフ
- 製作 トルネードフィルム
- 企画・製作 フォーサイド・ドット・コム。

## 主題歌
- オープニング - MAZZ☆COMMUNICATION/ステューパ
- エンディング - ドリームクエスト/GHOSTY BLOW（コロムビアミュージックエンタテインメント所属）

## 関連商品
- 探偵ブギ DVD-BOX（2006年7月28日、フォーサイド・ドット・コム）